# Neosprucea sararensis
Neosprucea sararensis é uma espécie de angiospérmica da família Tiliaceae.
Apenas pode ser encontrada no seguinte país: Colômbia.